# День працівника соціальної сфери
Де́нь працівника́ соціа́льної сфе́ри — професійне свято України. Відзначається щорічно у першу неділю листопада.

## Історія свята
Свято встановлено в Україні «…на підтримку ініціативи працівників системи органів праці та соціальної політики…» згідно з Указом Президента України «Про День працівника соціальної сфери» від 13 квітня 1999 року № 374/99.

## Привітання
- Привітання з Днем працівника соціальної сфери 2022: картинки українською, проза і вірші// ТСН, 6 листопада 2022 року, автор - Тетяна Мележик, Процитовано 6 листопада 2022 року
- Зеленський привітав працівників соцсфери з професійним святом// Укрінформ, 7 листопада 2021 року, Процитовано 6 листопада 2022 року